# 스즈키 다이세이
스즈키 다이세이(일본어: 鈴木 大誠, 1996년 5월 28일~)는 일본의 축구 선수이다.

## 구단 경력
그는 2019년 J2리그의 도쿠시마 보르티스에 입단했다. 2020년 FC 류큐로 임대 이적했다. 2021년 J1리그의 도쿠시마 보르티스로 복귀했다. 2022년 J3리그의 에히메 FC로 이적했다. 2023년 나라 클럽로 이적했다.